# Joseph Anton von Seeau

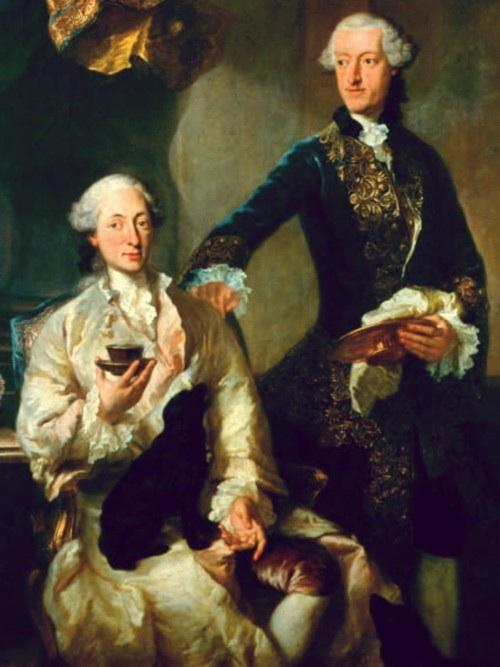
George Desmarées, 1755: Doppelportrait Kurfürst Max III. Joseph von Bayern und Graf Johann Anton von Seeau

Graf Joseph Anton von Seeau (* 10. September 1713 in Linz; † 25. März 1799 in München) war Hofmusikintendant unter den bayerischen Kurfürsten Max III. Joseph und Karl Theodor.

## Herkunft
Die Familie Seeau kommt aus dem Salzkammergut und wurde 1582 nobilitiert. Sein Vater war Anton Nicolaus Franz Xaver von Seeau (1672–1743), Herr auf Ebenzweier, Thalheim, Hilprechting, Puchberg, Reuth und Roith; seine Mutter war dessen Ehefrau Maria Eusebia Susanna von Kragenegg (1683–1729).

## Leben und Wirken
Innenpolitisch und im österreichischen Erbfolgekrieg (1740–1748) eine schillernde Figur, wurde er im Frühjahr 1753 als Nachfolger von Joseph Ferdinand Maria von Salern zum Intendanten der Hofmusik und Spektakeln ernannt. Als Entrepreneur arbeitete er auf eigenen Gewinn und Verlust, vom Kurfürsten finanziell und personell großzügig unterstützt. Damit trug er wesentlich zur Verselbständigung des Theaterwesens bei, indem es von der Person des Souveräns losgelöst wurde.
1774 beauftragte er Wolfgang Amadeus Mozart, die Oper La finta giardiniera zu vertonen. 1776 wurde er Mitglied des Illuminatenordens sowie 1781 des Freimaurerbundes in der Münchener Loge „Theodor zum guten Rat“. 1777 engagierte er den damals erst 26-jährigen Emanuel Schikaneder für die Rolle des Hamlet und als Leiter einer eigenen Theatertruppe. 1797 lehnte er den Schauspieler Ferdinand Johann Baptist Eßlair mit der Begründung ab, in der Theatergarderobe seien für den „langen Schlingel“ keine passenden Kostüme vorhanden.
Er heiratete im Jahr 1740 die Gräfin Maria Anna von Gatterburg, eine Tochter des Reichsgrafen Konstantin Josef von Gatterburg (1678–1734). Das Paar hatte nur einen Sohn der früh verstarb.
Um sein Palais in der Prannerstraße in München entstand später das Gebäude der Bayerischen Ständeversammlung.

## Ehrungen
- 1764 Großkreuz des St. Michaelisordens
- 1777 Ehrenmitglied der Bayerischen Akademie der Wissenschaften